# Лека, Жан-Луи
Жан-Луи́ Лека́ (фр. Jean-Louis Leca; род. 21 сентября 1985[…], Бастия) — французский футболист, вратарь.

## Клубная карьера
Лека начал профессиональную карьеру в клубе «Бастия». В 2004 году в матче против «Монако» он дебютировал в Лиге 1. Летом 2008 года Жан-Луи перешёл в «Валансьен». 15 августа 2009 года в матче против «Лиона» он дебютировал за новую команду. Летом 2013 года в поисках игровой практики Лека вернулся в «Бастию». В 2015 году он стал основным вратарём и два сезона отыграл без замен. Летом 2017 года Жан-Луи подписал контракт с клубом «Аяччо». 25 августа в матче против «Тура» он дебютировал за новую команду. 
Летом 2018 года Лека перешёл в «Ланс». Сумма трансфера составила 300 тыс. евро. 27 июля в матче против «Орлеана» он дебютировал за новую команду. В 2020 году Жан-Луи помог клубу выйти в элиту.